# Neil Young Trunk Show
Neil Young Trunk Show es un documental producido y dirigido por el cineasta Jonathan Demme que recoge un concierto del músico canadiense Neil Young ofrecido en Upper Darby (Pensilvania) en 2007. El largometraje, el segundo de una trilogía de filmes sobre Neil Young dirigidos por Demme después de Neil Young: Heart of Gold (2006), fue estrenado en el Festival Internacional de Cine de Toronto el 14 de septiembre de 2009. El tercer y último largometraje de la trilogía, Neil Young Journeys, fue estrenado en 2012.
A pesar de haber sido programado para una futura publicación en formato físico, Neil Young Trunk Show aún no ha sido editado en DVD.

## Personal
- Neil Young: guitarra y voz
- Anthony Crawford: guitarra rítmica y coros
- Ben Keith: pedal steel guitar y coros
- Ralph Molina: batería
- Rick Rosas: bajo
- Pegi Young: xilófono y coros